# ملكة جمال الأرض 2011
ملكة جمال الأرض 2011، هي مسابقة ملكة جمال الأرض الحادية عشر في تاريخ مسابقة ملكة جمال الأرض منذ انطلاقتها عام 2001، عقدت المسابقة في 3 ديسمبر 2011 في مسرح جامعة الفلبين، داخل الحرم الجامعي لجامعة الفلبين ديلمان في مدينة كويزون، الفلبين. تم بث العرض على الهواء مباشرة بواسطة القناة الخامسة، بينما بثت ستار وورلد يوم الأحد، 4 ديسمبر، وشبكة أي بي إس-سي بي إن و إستديو 23 تبث في نفس اليوم في الساعة 10:30 مساءً. كان هناك أيضًا بث متأخّر للعرض على القناة الفلبينية وعلى محطات التلفزيون في الدول المشاركة الأخرى.
كان من المقرر في الأصل أن تقام المسابقة في التأثير، موانج ثونغ ثاني في بانكوك، تايلاند، ومع ذلك، قرر منظمو المسابقة نقل المسابقة إلى الفلبين بسبب فيضانات تايلاند عام 2011.
توجت في نهاية الحدث أولغا ألافا من الإكوادور بصفتها ملكة جمال الأرض هذا العام من قبل ملكة جمال الأرض 2010 السابقة نيكول فاريا من الهند
تم منح «الألقاب الأولية» الثلاثة، التي حصلت على نفس الترتيب، لملكة جمال البرازيل دريلي بينيتون في مسابقة ملكة جمال الهواء 2011 ، وملكة جمال الفلبين أثينا أمبريال في دور ملكة جمال الأرض الماء لعام 2011 ، وكارولين مدينا في فنزويلا ملكة جمال النار 2011.

## النتائج

### المراكز النهائية

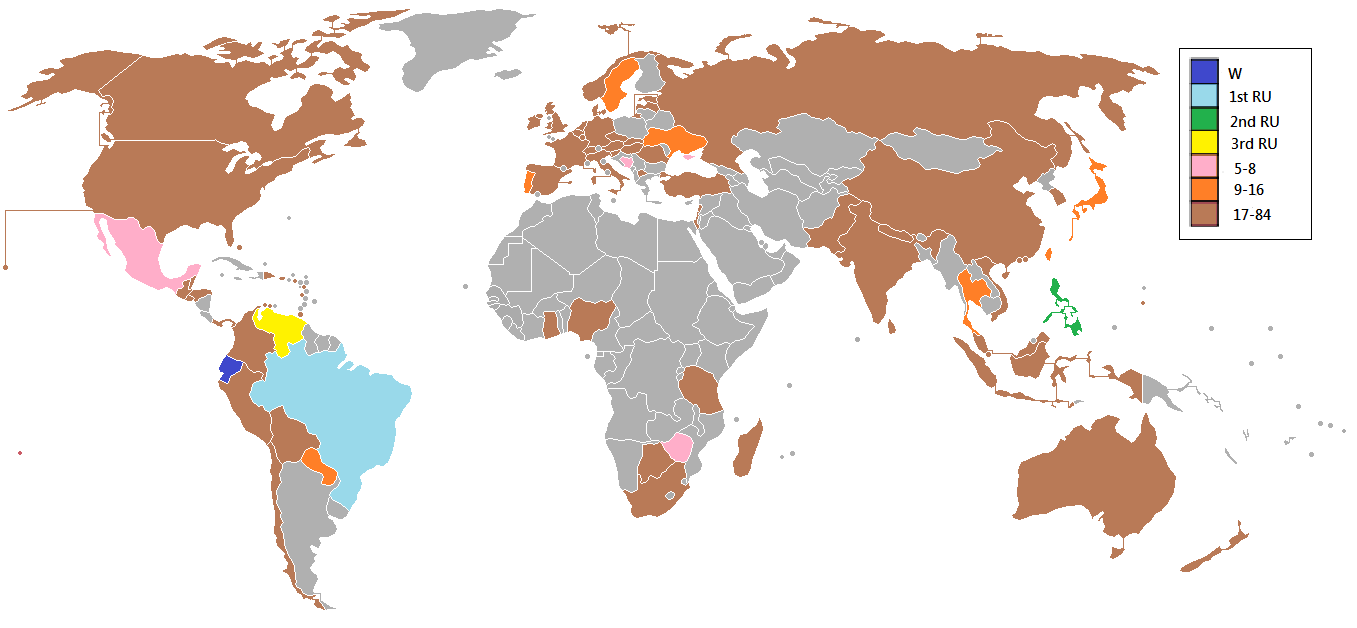
البلدان المشاركة والأقاليم والنتائج في مسابقة ملكة جمال الأرض 2011

| النتائج النهائية                  | المتنافسة |
| --------------------------------- | --- |
| ملكة جمال الأرض 2011              | - الإكوادور - أولغا ألافا |
| ملكة جمال الهواء (الوصيفة الأولى) | - البرازيل - دريلي بينيتون |
| ملكة جمال الماء (الوصيفة الثانية) | - الفلبين - أثينا إمبريال |
| ملكة جمال النار (الوصيفة الثالثة) | - فنزويلا - كارولين ميدينا |
| أفضل 8                            | - البوسنة والهرسك - ألكساندرا كوفاسيفيتش - القرم - نينا أستراخانسيفا - المكسيك - كاساندرا بيسيرا - زيمبابوي - ثاندي مورينغا |
| أفضل 16                           | - تايبيه الصينية - شيري ليو - اليابان - توموكو مايدا - باراغواي - نيكول هوبير - البرتغال - سوزانا نوغيرا - سلوفينيا - ريبيكا كيم ليكسي - السويد - ريناتي سيرلين - تايلاند - نيراتشا تونجتيسانونت - أوكرانيا - كريستينا أوبارينا |

## الروابط الخارجية
- موقع ملكة جمال الأرض الرسمي
- مؤسسة ملكة جمال الأرض
- مؤسسة ملكة جمال الأرض أطفال أحب كوكبي